# Польский экуменический совет
Польский экуменический совет (пол. Polska Rada Ekumeniczna) основан в 1946 году для развития межцерковного сотрудничества между христианскими конфессиями меньшинства в Польше. Есть семь церквей-членов: Баптистская церковь, Лютеранская церковь, Методистская церковь, Реформатская церковь, Мариавитская церковь, Старокатолическая церковь и Польская православная церковь. Сотрудничество с Римско-католической церковью началось в 1974 году, когда собор учредил Объединённую экуменическую комиссию для работы с аналогичной экуменической комиссией Конференции польских католических епископов. В 1977 году собор учредил подкомитет для обсуждения отдельных богословских вопросов; к 1980 году начались двусторонние диалоги между членами, разделяющими схожую доктрину. Учитывая историю религиозной терпимости в Польше, ожидалось, что восстановление свободы вероисповедания в 1989 году расширит предварительные экуменические контакты, достигнутые в коммунистическую эпоху. В 2000 году Польская римско-католическая церковь подписала декларацию с церквями-членами совета, за исключением баптистской церкви, о взаимном признании крещения.
По состоянию на январь 2019 года главой совета был лютеранский епископ Ежи Самец.